# Hans Scheibner (Radsportler)
Hans Scheibner (* 3. August 1939 in Wildenfels) ist ein ehemaliger Radrennsportler, der in den 1960er Jahren im DDR-Sport erfolgreich war. Anschließend wurde er Trainer im Radsport. Sein erlernter Beruf war Bergmann.

## Sportliche Laufbahn
Scheibner begann 1954 organisiert bei der Betriebssportgemeinschaft (BSG) Lokomotive Zwickau Radsport als Straßenfahrer zu betreiben. Beim Trägerbetrieb der BSG, dem Reichsbahnausbesserungswerk in Zwickau, arbeitete er als Stellmacher. Als besonderes Talent wurde er Ende der 1950er Jahre zum SC Dynamo Berlin delegiert. 
1960 nahm Scheibner am Ausscheidungsrennen für das gesamtdeutsche Straßenteam bei den Olympischen Sommerspielen 1960 in Tokio teil, konnte sich aber nicht qualifizieren. Als Mitglied des SC Dynamo stellten sich ab 1961 die ersten nennenswerten Erfolge ein. Zu Saisonbeginn 1961 wurde Scheibner Zweiter der Tunesien-Rundfahrt, nachdem er vier Tage lang das Trikot des Spitzenreiters getragen hatte. 
Dreimal hintereinander wurde Scheibner von 1961 bis 1963 DDR-Meister im 100-km-Mannschaftsrennen. Nachdem er 1961 bei der DDR-Rundfahrt (1959 war er in diesem Rennen bester Nachwuchsfahrer) den 5. Platz erreicht hatte, wurde er vom DDR-Radsportverband für die Straßen-Weltmeisterschaft in Bern nominiert, wo er jedoch vorzeitig ausschied. Erfolgreicher war er beim Etappenrennen Internationale Friedensfahrt, das 1962 von Ost-Berlin über Prag nach Warschau ausgetragen wurde. In der Gesamteinzelwertung erreichte er den 9. Platz und war damit hinter Klaus Ampler (7.) zweitbester von fünf platzierten DDR-Fahrern. Sein letztes großes Rennen bestritt Scheibner 1964 bei der Marokko-Rundfahrt. Er gewann zwar die 10. Etappe, konnte sich im Schlussklassement jedoch nicht unter den ersten Zehn platzieren. Er wurde 35. der Rundfahrt. 

## Berufliches
1965 nahm Scheibner ein Trainerstudium an der Sportschule in Bad Blankenburg auf und arbeitete danach beim SC Dynamo Berlin zunächst als Jugendtrainer, ehe er Cheftrainer der Radsportsektion des Sportclubs wurde. 1976 wurde er nach Differenzen mit der DDR-Sportführung beim SC Dynamo entlassen und wandte sich danach für längere Zeit vom Sportgeschehen ab. Erst 2000 konnte ihn sein ehemaliger Trainerkollege Werner Otto überreden, wieder ins Trainergeschäft zurückzukehren. Seitdem betreut Scheibner den Radsportnachwuchs des Sportclubs Berlin.